# Arhiducele Friedrich, Duce de Teschen
Friedrich Maria Albrecht Wilhelm Karl, Arhiduce și Prinț Imperial al Austriei, Prinț Regal al Ungariei și Boemiei, Duce de Teschen (în germană Erzherzog Friedrich  Maria Albrecht Wilhelm Karl von Österreich-Toskana, Herzog von Teschen; n. 4 iunie 1856, Groß Seelowitz⁠(d), Monarhia Habsburgică – d. 30 decembrie 1936, Magyaróvár⁠(d), Comitatul Moson, Ungaria) a fost membru al Casei de Habsburg și comandant suprem al armatei austro-ungare în timpul Primului Război Mondial.